# Iáia ibne Idris ibne Omar
Iáia ibne Idris ibne Omar (em árabe: يحي بن إدريس بن عمر; romaniz.: Yahya ibn Idris ibn Umar), também designado como Iáia IV, foi califa do Califado Idríssida do Magrebe que governou de 905 até 919/920. Foi antecedido por seu primo Iáia III e sucedido por seu primo Haçane I.

## Vida
Iáia era filho de Idris ibne Omar. Aparece pela primeira vez em 905, quando seu general Rabi ibne Solimão derrota e mata seu primo, o califa Iáia III. O Califado Idríssida, que a essa altura estava em meio a uma guerra civil, foi assumido por Iáia. Seu califado foi atacado pelo Califado Fatímida da Ifríquia, cujo general Maçala ibne Habus derrotou Iáia em 917 e obrigou-o a reconhecer a suserania do mádi e pagar tributo. Pôde manter o governo da capital Fez e sua província, mas o restante do país foi concedido a Muça ibne Abul Afia. Em 919/920, Maçala retornou, e após ser alertado contra Iáia por Muça, prendeu e depôs-o. Iáia ficou sob controle do inimigo e foi exilado em Arzila. O poder ficaria sob controle de um governador fatímida em Fez até 925, quando um primo do califa, Haçane I, rebelou-se e tomou o poder.